# Picea morrisonicola
Picea morrisonicola je druh jehličnatého stromu původem z Tchaj-wanu.

## Popis
Jedná se o strom, který dorůstá až 50 m výšky a průměru kmene až 1,5 m. Borka je našedle hnědá. Větvičky jsou lysé,, mají žlutohnědou až hnědavou barvu, později šedavě hnědou. Jehlice jsou na průřezu široce kosočtverečné, asi 0,8–1,4 cm dlouhé a 1 mm široké, rovné až mírně zakřivené, na vrcholu špičaté. Samičí šišky jsou za zralosti hnědé zřídka s purpurovým nádechem, obvejčitě až válcovitě podlouhlé, asi 5–7 cm dlouhé a asi 2,5–3 cm široké. Šupiny samičích šišek jsou za zralosti obvejčitéaž kosočtverečné, na vrcholu často nahoru zahnuté, asi 15 mm dlouhé a 12 mm široké, na vrcholu široce zaokrouhlené. Semena s křídly asi 6–7 cm dlouhými.

## Rozšíření
Picea morrisonicola je endemitem ostrova Tchaj-wan. Vyskytuje se v horských oblastech asi 2500-3000 m n. m. Například se vyskytuje v Národním parku Yushan. Areál Picea morrisonicola leží na jižní hranici rozšíření celého rodu smrk (Picea), dokonce jižněji než obratník raka.. Ve své domovině je se využíván pro kvalitní dřevo.